# Durian Seginim
Durian Seginim is een bestuurslaag in het regentschap Bengkulu Selatan van de provincie Bengkulu, Indonesië. Durian Seginim telt 1043 inwoners (volkstelling 2010).